# Richard Garrick
Richard Garrick, nato Richard T. O'Brien (Portlaw, 27 dicembre 1878 – Los Angeles, 21 agosto 1962), è stato un attore e regista irlandese naturalizzato statunitense.

## Biografia
Nato in Irlanda, a Portlaw, lavorò negli Stati Uniti. Dal 1907 al 1947, recitò a Broadway, lavorando anche nel cinema sia come attore che come regista. Morì a Hollywood il 21 agosto 1962, all'età di 83 anni.

## Filmografia parziale

### Attore
- When the Heart Calls, regia di Richard Garrick - cortometraggio (1912)
- His Father's Bugle, regia di Richard Garrick - cortometraggio (1912)
- A Wartime Romance, regia di Richard Garrick - cortometraggio (1912)
- Tess of the Storm Country, regia di Edwin S. Porter (1912)
- The Mistress of the Air - cortometraggio (1914)
- The Yellow Streak - cortometraggio (1914)
- The Collingsby Pearls - cortometraggio (1915)
- The Idol of the Stage (1916)
- Daughter of Destiny (1917)
- Le soleil de minuit (1926)
- Marie Galante (1934)
- Boomerang - L'arma che uccide (Boomerang!), regia di Elia Kazan (1947)
- I verdi pascoli del Wyoming (Green Grass of Wyoming), regia di Louis King (1948)
- Un tram che si chiama Desiderio (A Streetcar Named Desire), regia di Elia Kazan (1951)
- Primo peccato (Dreamboat), regia di Claude Binyon (1952)
- L'assedio di fuoco (Riding Shoutgun), regia di André De Toth (1954)
- Paura d'amare (Hilda Crane), regia di Philip Dunne (1956)
- Frida (My Friend Flicka) – serie TV, episodio 1x25 (1956)

### Regista
- Exposed by the Dictograph - cortometraggio (1912)
- The Part of Her Life - cortometraggio (1912)
- When the Heart Calls - cortometraggio (1912)
- Mistaken Identity - cortometraggio (1912)
- His Father's Bugle - cortometraggio (1912)
- Baby Betty - cortometraggio (1912)
- A Wartime Romance - cortometraggio (1912)
- The Three Valises - cortometraggio (1912))
- Officer Murray - cortometraggio (1912)
- The Laird's Daughter - cortometraggio (1912)
- A Heart Reclaimed - cortometraggio (1912)
- Armadale - cortometraggio (1916)
- The Romance of a Movie Star (1920)
- Trent's Last Case (1920)
- The Rank Outsider (1920)
- The Pride of the Fancy, co-regia di Albert Ward (1920)
- Le soleil de minuit (1926)